# Telekonverter
En telekonverter er et  sekundær objektiv, som anvendes ved fotografering, ved at indsætte konverteren mellem kamera og objektiv.
Konverteren anvendes ofte sammen med et teleobjektiv, med det formål at forøge brændvidden med forstørrelse af motivet til følge.
Normalt fremstilles konvertere med brændviddeforlængelser på 1.4, 1.7, 2.0 og 3.0.